# Prunus oocarpa
Prunus oocarpa — вид квіткових рослин з родини трояндових (Rosaceae). Ареал охоплює такі країни: Малайзія (Сабах, Саравак).

## Середовище
Росте в мохових та інших гірських лісах, а також у чагарниках на висотах 1200–3000 метрів. Основними загрозами для цього виду є вирубка лісів та руйнування середовища існування через перетворення на сільськогосподарські угіддя та плантації. У місцевих районах деяким субпопуляціям загрожує забудова доріг та туризму.

## Морфологічний опис
Це кущ або дерево до 15 метрів заввишки.